# Ounep
Die Ounep, auch sipp, ist eine Speerschleuder der Kanak aus Neukaledonien.

## Beschreibung
Die Ounep besteht aus Kokosfasern und Fischhaut. Am Ende ist ein dicker Knoten, der als Griff dient, am anderen Ende eine Schlinge angebracht.  Die Länge des Ounep variiert von lediglich wenigen bis zu einer Länge von etwa 40 Zentimetern.
Zum Speerwurf wird die Schlinge über den Zeigefinger gezogen und der Rest der Ounep um den Speerschaft gewickelt. Die Spannung wird gehalten, solange der Zeigefinger nach vorn gedrückt wird. Durch den Schwung des Armes nach vorn wird der Speer beschleunigt; seine Geschwindigkeit, Durchschlagskraft und Reichweite wird durch die Speerschleuder erhöht. Der Speer löst sich selbstständig von der Ounep und sie verbleibt in der Hand des Werfers.